# Svenska mästerskapen i dressyr 1953
Svenska mästerskapen i dressyr 1953 avgjordes i Malmö. Tävlingen var den 3:e upplagan av Svenska mästerskapen i dressyr.

## Resultat
| Placering | Ryttare             | Häst   |
| --------- | ------------------- | ------ |
| 1         | Gehnäll Persson     | Knaust |
| 2         | Gustav Bolstenstern | Krest  |
| 3         | Carin Laurin-Rose   | Marie  |